# Cheyenne Kimball
Pour les articles homonymes, voir Kimball.
Cheyenne Nichole Kimball (née le 27 juillet 1990) est une auteure-compositrice-interprète et guitariste américaine.
Elle sort son premier album The Day Has Come en 2006. De 2008 à 2011, elle a fait partie du groupe Gloriana.

## Discographie

### Album
| Titre            | Détails                                                                                    | Meilleurs positions | Meilleurs positions | Certifications |
| Titre            | Détails                                                                                    | US                  | CAN                 | Certifications |
| ---------------- | ------------------------------------------------------------------------------------------ | ------------------- | ------------------- | -------------- |
| The Day Has Come | - Date de sortie : 11 juillet 2006 - Label: Daylight Records - Formats: CD, téléchargement | 15                  | 28                  | - CAN: Or      |

### Singles
| Année | Single               | Positions | Positions | Album            |
| Année | Single               | US        | US Pop    | Album            |
| ----- | -------------------- | --------- | --------- | ---------------- |
| 2006  | "Hanging On"         | 53        | 40        | The Day Has Come |
| 2006  | "One Original Thing" | —         | —         | The Day Has Come |
| 2007  | "Four Walls"         | —         | —         | The Day Has Come |

## Influences
Elle cite comme source d'inspiration Sheryl Crow, Melissa Etheridge, Madonna ou encore Michelle Branch,.